# Галашешти (Арђеш)
Галашешти (рум. Gălășești) насеље је у Румунији у округу Арђеш у општини Будеаса. Oпштина се налази на надморској висини од 320 m.

## Становништво
Према подацима из 2002. године у насељу је живело 1033 становника, од којих су сви румунске националности.